# Supervisor Europeu de Protecció de Dades
El Supervisor Europeu de Protecció de Dades (SEPD) és una institució independent responsable de garantir que les institucions o organismes de la Unió Europea (UE) respectin el dret dels seus ciutadans a la intimitat en el tractament i processament de les seves dades personals.

## Funcionament
El SEPD gestiona la recollida, el registre, l'organització i l'emmagatzematge de la informació, recuperant-la per a la consulta, enviant-la o col·locant-la a la disposició d'uns altres, així com bloquejant, esborrant o destruint dades.
No es permet que les institucions i els organismes de la UE processin les dades personals que revelen l'origen racial o ètnic, opinions polítiques, creences filosòfiques o religioses o la seva afiliació a sindicats, exceptuant-ne circumstàncies específiques. Tampoc es poden processar dades sobre la vida sexual o sanitària, tret que sigui necessari per raons sanitàries.

## Història
En la signatura del Tractat de Maastricht l'any 1992 es regulà aquest organisme mitjançant l'article 286, si bé no fou creat fins a l'any 2001.
El 2004 el Parlament Europeu i el Consell de la Unió Europea van designar el neerlandès Peter Hustinx Supervisor d'aquest organisme i l'espanyol Joaquín Bayo Delgado supervisor adjunt.